# Sminthurides biniserratus
Sminthurides biniserratus är en urinsektsart som först beskrevs av John Tenison Salmon 1951.  Sminthurides biniserratus ingår i släktet Sminthurides och familjen Sminthurididae. Inga underarter finns listade i Catalogue of Life.